# Riolama uzzelli
Riolama uzzelli là một loài thằn lằn trong họ Gymnophthalmidae. Loài này được Molina & Señaris mô tả khoa học đầu tiên năm 2003.